# Karl Darscheid
Karl Darscheid (* 10. August 1931 in Alf; † 15. Dezember 2004) war ein deutscher Wirtschaftswissenschaftler und Jurist.

## Leben
Darscheid studierte Betriebswirtschaftslehre an der Universität zu Köln (Diplom 1955) und Rechtswissenschaften an der Rheinischen Friedrich-Wilhelms-Universität Bonn (Große Juristische Staatsprüfung 1959).
Von 1963 bis 1972 war er im Geschäftsbereich Finanzen und Steuern der Industrie- und Handelskammer zu Koblenz tätig. 1973 wurde er Hauptgeschäftsführer der IHK Koblenz und Generalsekretär der Arbeitsgemeinschaft der Industrie und Handelskammern Rheinland-Pfalz. Er machte sich u. a. verdient um die Einführung des, nunmehr bundesweit bekannten, „Lotsenmodells“ (1980) der IHKs zur Förderung von Existenzgründern und Jungunternehmern. In seiner Funktion als Vorstandsmitglied der Stiftung WHU und Hauptgeschäftsführer der IHK Koblenz reichte er 1983 das „Grundkonzept einer unabhängigen, international ausgerichteten Elite-Hochschule zur Vorbereitung von Führungskräftenachwuchs für die Wirtschaft“ beim Kultusministerium des Landes Rheinland-Pfalz ein. Aus dieser Initiative ist dann die WHU Vallendar hervorgegangen. 1990 trat er in den Ruhestand.
1989 wurde er Vorstandsmitglied der Aktionsgemeinschaft Soziale Marktwirtschaft (ASM).
Darscheid war verheiratet und Vater von zwei Kindern.

## Auszeichnungen
- 1981: Deutscher Mittelstandspreis[5]
- 1981: Ludwig-Erhard-Preis für Wirtschaftspublizistik der Ludwig-Erhard-Stiftung[8]
- 1987: Alexander-Rüstow-Plakette der Aktionsgemeinschaft Soziale Marktwirtschaft[9]
- 1990: Großes Bundesverdienstkreuz[5]
- 1997: Ehrensenatorwürde der WHU Vallendar[10]

## Schriften (Auswahl)
- Mit Reinhard Hagmann: Rheinland-Pfalz (= Monographien deutscher Wirtschaftsgebiete, Band 32). Hrsg. in Zusammenarbeit mit der Arbeitsgemeinschaft der Industrie- und Handelskammern Rheinland-Pfalz. Stalling, Oldenburg 1976.
- Zukunftsperspektiven des Mittelstandes (= VMU-Manuskript). Hrsg. von Jürgen E. Metzger, Verlag Vereinigung Mittelständ. Unternehmer, München 1981, ISBN 3-923192-00-2.
- Vom Hölzchen aufs Stöckchen. Satirische Betrachtungen und spitze Bemerkungen zu Politik, Wirtschaft und Gesellschaft. Rentrop, Bonn 1988, ISBN 3-8125-0090-6.
- Wohlstand fällt nicht vom Himmel. Das Erfolgsgeheimnis der sozialen Marktwirtschaft. Hrsg. von der Aktionsgemeinschaft Soziale Marktwirtschaft, mvg Verlag, München 1993, ISBN 3-87959-499-6.